# Kalevatar
Kalevatar, chiamata anche Osmotar e Kapo, per i finlandesi è un personaggio della mitologia finnica.
Si tratta di una fanciulla figlia dell'epico Kaleva, conosciuta per aver inventato il processo di fabbricazione della birra.

## Nella letteratura
Il personaggio compare nel poema Kalevala al canto XX: quando ci si appresta ad allestire il banchetto nuziale per Ilmarinen ed una delle fanciulle figlie di Louhi, Kalevatar mostra il procedimento e l'accorgimento per far inacidire al punto giusto la bevanda:
Kapo, kaljojen tekijä,

otti ohrasen jyviä,

kuusi ohrasen jyveä,

seitsemän humalan päätä,

vettä kauhoa kaheksan;

niin pani pa'an tulelle,

laittoi keiton kiehumahan.

Keitti ohraista olutta

kerkeän kesäisen päivän

nenässä utuisen niemen,

päässä saaren terhenisen,

puisen uuen uurtehesen,

korvon koivuisen sisähän.»
lei di birra conciatrice,

prese allora i semi d'orzo,

prese d'orzo allor sei semi

e di luppol sette cime,

d'acqua cinque romaiuoli;

mise il pentolo sul fuoco,

fe' bollire la mistura,

fe' così dall'orzo birra

nei veloci dì d'estate,

sulla punta nebulosa

presso all'isola nebbiosa,

in un vaso a nuovo fondo,

dentro un tino di betulla.»
(Kalevala, canto XX, versi 167-180, tratto da Bifröst.it)
La presenza del personaggio all'interno del Kalevala si esaurisce in questo episodio, che arriva fino al verso 516 assieme agli altri preparativi del banchetto e che racconta in maniera molto ampia la mitica origine della bevanda.